# Brodarica (Zadar)
Brodarica je jedno od bivših važnih pomorskih zadarskih predgrađa. Danas je Mjesni odbor Grada Zadra.
Na Brodarici (Barcagnja) je bila gospodarska razmjena morem Zadra i cijelih Ravnih kotara s ostatkom svijeta. Žito se vršilo na Vitrenjaku i stvarao kruh, a svjetlo to jest voštane svijeće na Voštarnici (Cerariji).
Takvi su odnosi bili u 16., 17. i 18. stoljeću sve do rušenja gradskih zidina i oblikovanja novih riva. Rastom veličine brodova nisu mogli uplovljavati do same rive, nego ih se vezalo za bitve na otočićima, odakle se teret prenosio splavima i čamcima. Dotada se teret po dolasku na Brodaricu, odmah na mazgama prenosio u grad, gdje je čuvan unutar zidina da ga Turci ne bi pokrali, što objašnjava zašto nikakvi objekti nisu građeni izvan zadarskih zidina. Sve je bilo tako do odlaska Turaka iz Vrane.
Starije bitve u Zadru poput one u Relji su starije, datiraju iz 15. stoljeća i koristila u uvali Jazine gdje su se vezivali plići brodovi. Novije su iz 17. i 18. stoljeća. Gradilo ih se i pod austrijskom upravom kada je Zadar bio glavni grad pokrajine Dalmacije.
Od sedam otočića/bitvi, jedna je potonula dijelom pod more. To je bitva Galeb. U Drugom svjetskom ratu bombardirale su ga savezničke snage, ne izravno i ne s namjerom. Sve ukazuje da je zrakoplovcu iz bombardera bilo žao bombardirati prekrasnu Brodaricu pa je bombardirao more pri čemu je palo kod bitve i u tom napadu je bitva razrušena bitva, ostatke otočića je s vremenom još nagrizlo more, vjerojatno i kanalizacijski sustav koji je prema njemu izlazio.